# 波爾克縣 (喬治亞州)
波爾克縣（英語：Polk County）是美國喬治亞州西部的一個縣，西鄰亞拉巴馬州。面積808平方公里。根據美國2000年人口普查，共有人口38,127人。縣治細得鎮（Cedartown）。
成立於1851年12月20日，縣名紀念第十一任總統詹姆斯·諾克斯·波爾克。